# رساویتسا (روستا)
رساویتسا (صربی: Resavica}} یک منطقهٔ مسکونی در صربستان است که در Despotovac واقع شده‌است.